# 縦貫線 (台湾鉄路管理局)

台湾鉄路管理局路線図。

縦貫線 （じゅうかんせん）は、台湾海峡に沿って基隆市仁愛区の基隆駅から高雄市三民区の高雄駅に至る台湾鉄路管理局（台鉄）の鉄道路線である。途中の竹南駅から彰化駅にかけては2つの経路があり、海側を走るルートは通称海岸線（海線）、山側を走るルートは台中線（山線）と呼ばれる。
- 縦貫線 (北段)：基隆駅 - 竹南駅間
- 海岸線（海線）：竹南駅 - 大甲駅 - 彰化駅間
- 台中線（山線）：竹南駅 - 台中駅 - 彰化駅間
- 成追線：成功駅 - 追分駅間
- 縦貫線 (南段)：彰化駅 - 高雄駅間

## 概要
台湾の鉄道路線の中では最も古く、また最も長い路線である。
台湾西部の人口密集地帯を南北に貫く路線であり、日本統治時代から台湾の最重要幹線と位置づけられている。
開業当初、竹南駅 - 彰化駅間は内陸部を通る台中駅経由のルートをとっていたが、山間部を抜けるこの区間には急勾配が存在し輸送上のネックとなっていた。そこで、急勾配を解消すると同時に輸送力を増強するため、海沿いに竹南駅 - 彰化駅間を結ぶ大甲駅経由の平行線（正式名称「海岸線」）が建設された。この平行線は通称「海線」と呼ばれ、これに対して従来の内陸ルートは「山線」と呼ばれるようになった。また、竹南以北と彰化以南の間の累計距離は（当時は海岸線経由のほうが距離が短かったため）海岸線経由で計算するようになった。ただし、山線は何度も路線が変更されており（「旧山線」を参照）、現在は全線複線化され距離も海線より短いことから、海線を通るよりも到達時間は短くなっている。
現在、一般には北段、海岸線、南段をあわせて「縦貫線」と呼び、山線区間は別に「台中線」と呼ぶ。しかしながら、台中線の旅客輸送量は海岸線より多く、竹南以北と彰化以南の間の累計距離は（路線改良により現在は台中線経由のほうが距離が短いため）台中線経由で計算している。

## 歴史
初代台湾巡撫の劉銘伝は台湾開発政策の一環として鉄道（全台鉄路商務総局鉄道）の敷設を計画し、1891年に鶏籠（基隆） - 台北間で台湾初の鉄道路線が開業する。続いて1893年には新竹まで延伸され、さらに南へ建設が進められる予定であったが、資金面での問題もあり頓挫。結局清朝統治時代に開業した台湾の鉄道路線は基隆 - 新竹間のみであった。

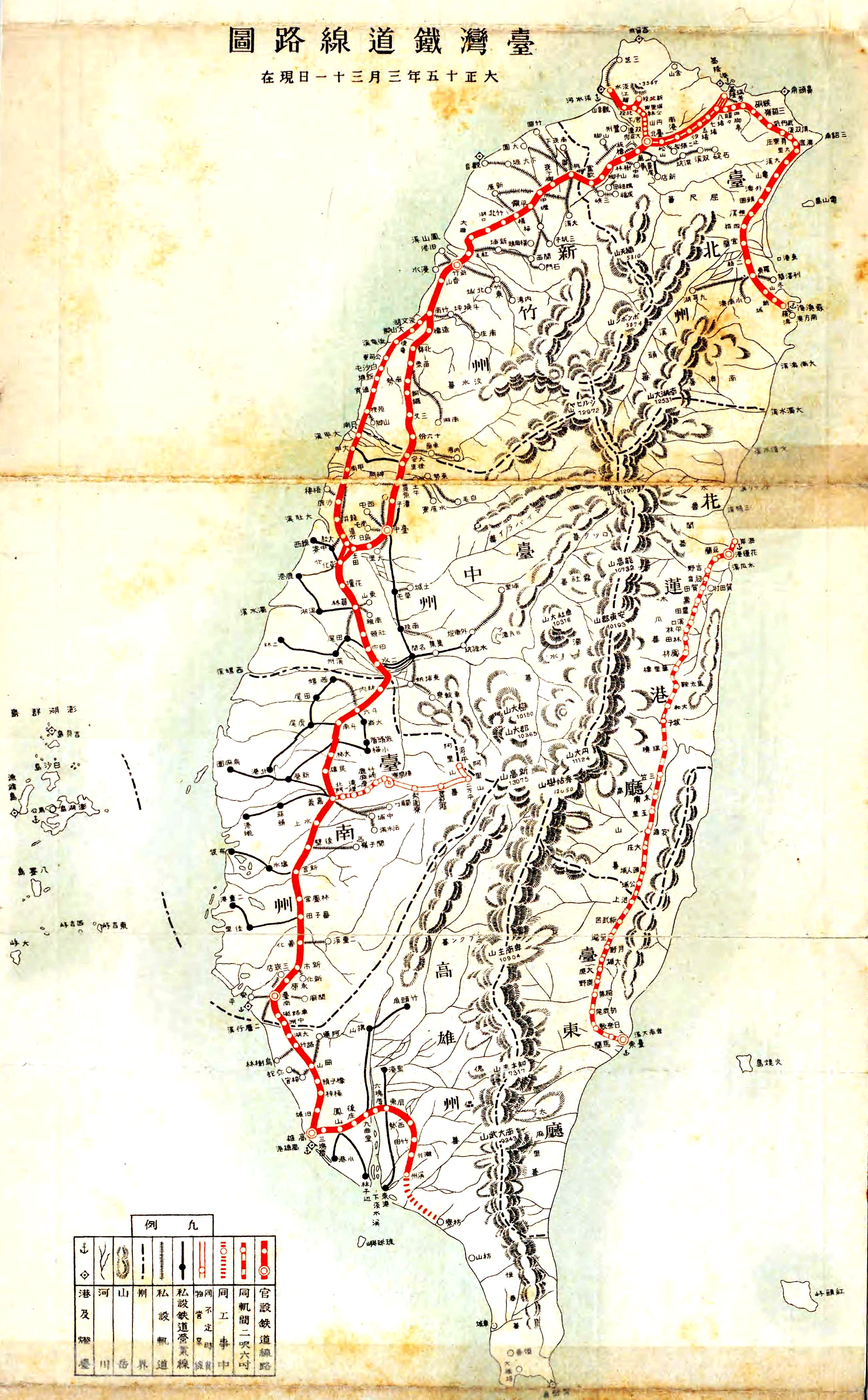
台湾総督府鉄道 1926年の路線図

日清戦争の結果を受けて1895年（明治28年）に締結された下関条約により、台湾は日本に割譲される。基隆 - 新竹間の鉄道も割譲と同時に日本に接収されたが、低い規格で建設されたことや日清戦争の混乱もあって鉄道設備の状況は大変悪いものであった。一方、縦貫線の新竹以南への延伸は当初民間会社が行う予定であったものの資金難に陥り、着工できない状態となっていた。そこで、台湾総督府民政長官に就任した後藤新平は縦貫線を官設鉄道として建設することとした。長谷川謹介技師長のもとに既存路線の大規模な改良と新竹 - 高雄（当時の名称は打狗）間の建設が行われ、縦貫線延伸工事は新竹側と高雄側の両方から進められた。建設工事中に日露戦争が勃発したことから臨時軍事費を利用しつつ建設は進み、1906年（明治39年）には途中に仮設の軽便鉄道区間が存在するものの基隆 - 高雄間が鉄道で結ばれ、1908年（明治41年）4月2日に全区間が正式に開業した。同年10月24日には台中公園にて「縦貫鉄道全通式」が挙行されている。
縦貫線のうち、竹南駅 - 彰化駅間は当初、台中市を経由する方が旅客及び貨物の運輸需要が大きくなること、有事の際に艦砲射撃による被害を防止できることから内陸部を通るルートで建設された。しかし、この区間の途中に存在する急勾配は輸送上のネックとなっており、1917年（大正6年）から1919年（大正8年）にかけては第一次世界大戦によって高まった貨物需要に鉄道の輸送力が追いつかず、駅に大量の貨物が滞留される問題が発生した。当時の台湾総督、明石元二郎は抜本的な輸送力増強策として海沿いに並行線を建設することを決定し、工事は1919年（大正8年）8月に南北両端から開始された。1922年（大正11年）10月に竹南駅 - 彰化駅間の並行線（正式名称「海岸線」）が開通し、これ以降の竹南駅 - 彰化駅間は内陸を通る従来のルート（通称「山線」）と海沿いを通るルート（通称「海線」）の2ルートが併存することになった。海線開通後は急行列車や長距離列車は基本的に海線を経由するようになり、海線が実質的に縦貫線本線としての扱いを受けていた。
縦貫線の複線化は1919年（大正8年）の基隆駅 - 台北駅間に始まり、1935年（昭和10年）には台北駅 - 竹南駅間および台南駅 - 高雄港駅（高雄臨港線）間が複線化された。1940年（昭和15年）には高雄駅に乗り入れる区間も複線化されている。さらに、1942年（昭和17年）には民雄駅 - 嘉義駅間、1943年（昭和18年）には新市駅 - 台南駅間が複線化された。竹南駅 - 彰化駅間の2経路が並行する区間を含めれば、最終的に日本統治時代には基隆 - 彰化駅間、民雄駅 - 嘉義駅間、嘉義駅 - 高雄駅間の複線化が完了していた。
戦後、国民党遷台以降の経済発展により、当時の台鉄の設備では日々増加する貨物輸送量に応じきれなくなったため、1970年代より縦貫線の電化工事を開始、1979年7月1日に全線電化が完成している。

## 運行形態

### 日本統治時代
縦貫線は路線北端の基隆では基隆臨港線、南端の高雄では高雄臨港線によって港湾と接続されており、台湾の産品（主に石炭、米、砂糖）を港湾に輸送することおよび日本製品を港湾から台湾内へ輸送することを主要な役割とした。一方で縦貫線は人口密集地帯である西側の平野部を貫いていること、沿線に適度な間隔で都市が点在することから旅客需要も多く、特に短距離旅客輸送が活発であった。台湾の短距離旅客需要の多さは運賃算出法にも現れており、台湾総督府鉄道では内地で採用されていた遠距離逓減制（乗車距離が長くなればなるほど距離あたりの運賃が安くなっていく運賃算出法）に比べると短距離運賃が低くなる距離比例法（乗車距離と運賃が正比例する運賃算出法）を採用していた。
台湾を代表する幹線である縦貫線には急行列車が設定されており、昭和戦前期には基隆駅 - 高雄駅間を直通する急行列車が1日2往復運行されていた。1往復（高雄行第1列車、基隆行第2列車）は昼行列車、もう1往復（高雄行第3列車、基隆行第4列車）は夜行列車であり、いずれも一等車、二等車、三等車、食堂車を連結していたほか、第3・4列車には一等寝台車、二等寝台車、三等寝台車も連結された。1936年（昭和11年）2月に台湾総督府交通局鉄道部が発行した時刻表によれば、急行1・2列車は基隆駅 - 高雄駅間をおよそ8時間で、急行3・4列車は同区間をおよそ10時間15分で結んでいた（基隆駅 - 高雄駅間を直通する普通列車の所要時間はおよそ11時間）。2往復の急行列車を含めて基隆駅・台北駅 - 高雄駅間を直通する長距離列車は海線経由で運行されていたが、山線沿線の大都市である台中への利用客に便宜を図るために独特の運行方法が採られていた。具体的には急行1・2列車では台中行編成が基隆駅 - 追分駅間で併結して運行され、急行3・4列車はいったん海線を走行した後に追分駅 - 王田駅間の連絡線（現在の成追線）を経由して南側から山線に入り、台中駅からは山線を引き返して彰化駅に至る経路（急行3列車の場合。急行4列車では逆の経路をとる）で運行された。

### 現在
縦貫線に並行し、台北市と高雄市を結ぶ高速鉄道が2007年に開業したものの、縦貫線経由で基隆駅・台北駅 - 高雄駅間を直通する優等列車（自強号、普悠瑪号、莒光号）が現在も多く運行されている。所要時間は台北駅 - 高雄駅間で最速約3時間40分（山線経由、普悠瑪号）。優等列車は山線経由で運行されるものが多く、所要時間も山線経由の列車の方が短い傾向にある。